# Vodice pri Gabrovki
Vodice pri Gabrovki – wieś w Słowenii, w gminie Litija. W 2018 roku liczyła 48 mieszkańców.